# Waldweistroff
Waldweistroff [valdvaistʁɔf] est une commune française située dans le département de la Moselle, en région Grand Est.

## Géographie

### Communes limitrophes
| Halstroff              | Grindorff-Bizing |           |
| Laumesfeld             | Waldweistroff    | Flastroff |
| Saint-François-Lacroix | Bibiche          |           |

### Voies de communication et transports
Waldweistroff est desservi par la Ligne de bus TIM 107 Thionville - Waldweistroff du conseil général de la Moselle avec trois allers-retours.

### Hydrographie
La commune est située dans le bassin versant du Rhin au sein du bassin Rhin-Meuse. Elle est drainée par le ruisseau de Weistroff et le ruisseau de St-Francois.
Le ruisseau de Weistroff, d'une longueur totale de 10,1 km, prend sa source dans la commune de Laumesfeld et se jette  dans le Remel à Flastroff, après avoir traversé quatre communes.

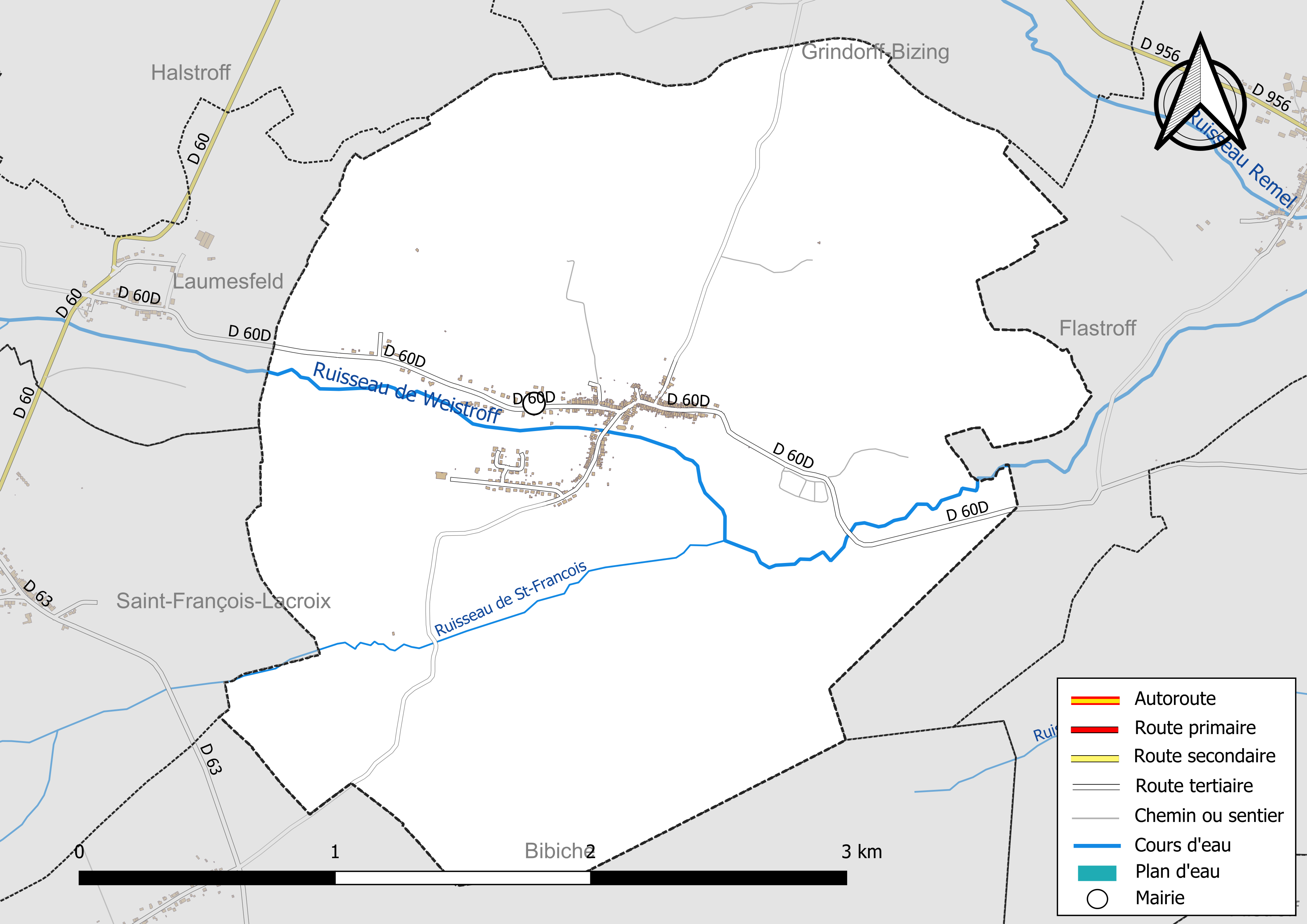
Réseaux hydrographique et routier de Waldweistroff.

La qualité des eaux des principaux cours d’eau de la commune, notamment du ruisseau de Weistroff, peut être consultée sur un site spécial géré par les agences de l’eau et l’Agence française pour la biodiversité.

### Climat
Pour des articles plus généraux, voir Climat du Grand Est et Climat de la Moselle.
En 2010, le climat de la commune est de type climat des marges montargnardes, selon une étude du Centre national de la recherche scientifique s'appuyant sur une série de données couvrant la période 1971-2000. En 2020, Météo-France publie une typologie des climats de la France métropolitaine dans laquelle la commune est exposée à un climat semi-continental et est dans la région climatique  Lorraine, plateau de Langres, Morvan, caractérisée par un hiver rude (1,5 °C), des vents modérés et des brouillards fréquents en automne et hiver. 
Pour la période 1971-2000, la température annuelle moyenne est de 9,6 °C, avec une amplitude thermique annuelle de 16,8 °C. Le cumul annuel moyen de précipitations est de 845 mm, avec 12,4 jours de précipitations en janvier et 9,5 jours en juillet. Pour la période 1991-2020, la température moyenne annuelle observée sur la station météorologique de Météo-France la plus proche, « Malancourt », sur la commune d'Amnéville à 28 km à vol d'oiseau, est de 10,2 °C et le cumul annuel moyen de précipitations est de 884,1 mm. 
La température maximale relevée sur cette station est de 39,3 °C, atteinte le 25 juillet 2019 ; la température minimale est de −17,9 °C, atteinte le 5 janvier 1985,,. 
Les paramètres climatiques de la commune ont été estimés pour le milieu du siècle (2041-2070) selon différents scénarios d'émission de gaz à effet de serre à partir des nouvelles projections climatiques de référence DRIAS-2020. Ils sont consultables sur un site spécial publié par Météo-France en novembre 2022.

## Urbanisme

### Typologie
Au 1er janvier 2024, Waldweistroff est catégorisée commune rurale à habitat dispersé, selon la nouvelle grille communale de densité à sept niveaux définie par l'Insee en 2022.
Elle est située hors unité urbaine et hors attraction des villes,.

### Occupation des sols
L'occupation des sols de la commune, telle qu'elle ressort de la base de données européenne d’occupation biophysique des sols Corine Land Cover (CLC), est marquée par l'importance des territoires agricoles (52,2 % en 2018), en diminution par rapport à 1990 (53,1 %). La répartition détaillée en 2018 est la suivante : 
forêts (43,2 %), zones agricoles hétérogènes (23,9 %), prairies (21,6 %), terres arables (6,7 %), zones urbanisées (4,6 %). L'évolution de l’occupation des sols de la commune et de ses infrastructures peut être observée sur les différentes représentations cartographiques du territoire : la carte de Cassini (XVIIIe siècle), la carte d'état-major (1820-1866) et les cartes ou photos aériennes de l'IGN pour la période actuelle (1950 à aujourd'hui).

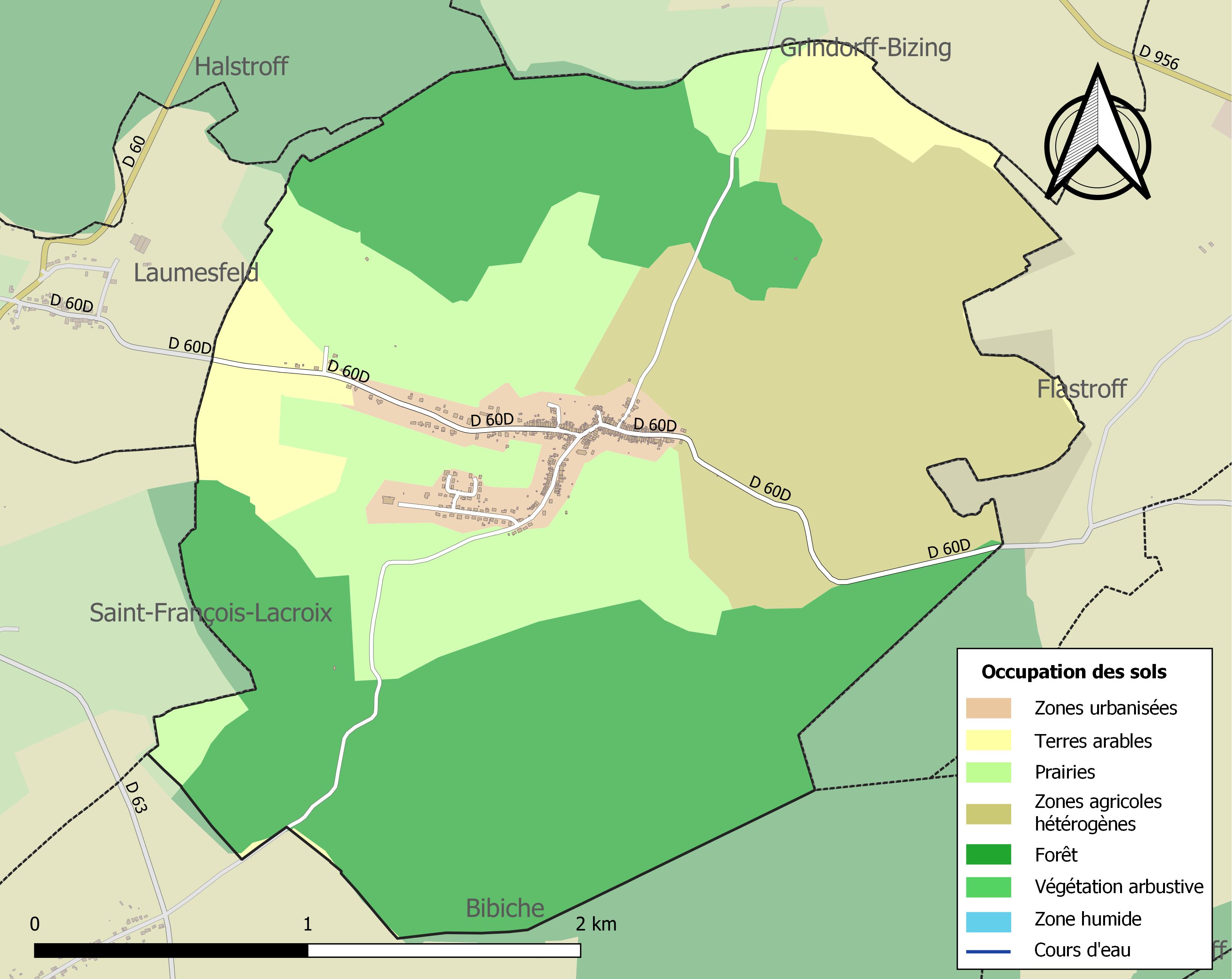
Carte des infrastructures et de l'occupation des sols de la commune en 2018 (CLC).

### Logement
En 2009, le nombre total de logements dans la commune était de 194, alors qu'il était de 174 en 1999.
Parmi ces logements, 87,6 % étaient des résidences principales, 3,1 % des résidences secondaires et 9,3 % des logements vacants. Ces logements étaient pour 90,9 % d'entre eux des maisons individuelles et pour 7,1 % des appartements.
La proportion des résidences principales, propriétés de leurs occupants était de 88,2 %, en augmentation par rapport à 1999 (81,6 %).

## Toponymie

### Nom de la commune
- Du germanique weise « pré » + dorf « village » ; wald « forêt » a été ajouté après le XIIIe siècle[14].
- Wicetorf (1256), Weistorff (1527), Wistorff (1594), Veistroff (1722), Waldweistroff[14] et Waldtweistroff[15] (1779), Wattweistroff (1801), Waldweisdorf (1871-1918).
- En francique lorrain : Waldweischtroff, Weischtroff et Waldweischdrëf.

### Sobriquets
Sobriquets anciens désignant les habitants de la commune :
- Di Weischtrowwer Schlecken (les escargots de Waldweistroff), Di Weischtrowwer Dëppegéisser (les étameurs de Waldweistroff).

## Histoire
Village de la sous-prévôté de Sierck en 1594, dans le diocèse de Trèves. A fait ensuite partie du bailliage de Bouzonville. 
Le 25 décembre 1939, le 19e régiment d'infanterie de ligne monte en ligne à Waldweistroff et y séjourne jusque fin février 1940.

## Politique et administration
| Période                                  | Période   | Identité              | Étiquette | Qualité |
| ---------------------------------------- | --------- | --------------------- | --------- | ------- |
| Les données manquantes sont à compléter. |           |                       |           |         |
| 1945                                     | 1971      | Alphonse Kontzler     |           |         |
| 1971                                     | 1983      | Raymond Sélézula      |           |         |
| mars 1983                                | mars 2001 | Marcel Fisné          |           |         |
| mars 2001                                | mai 2020  | Danielle Niedercorn   | DVD       |         |
| mai 2020                                 | En cours  | Jean-François Pirrone |           |         |

## Démographie
L'évolution du nombre d'habitants est connue à travers les recensements de la population effectués dans la commune depuis 1800. Pour les communes de moins de 10 000 habitants, une enquête de recensement portant sur toute la population est réalisée tous les cinq ans, les populations de référence des années intermédiaires étant quant à elles estimées par interpolation ou extrapolation. Pour la commune, le premier recensement exhaustif entrant dans le cadre du nouveau dispositif a été réalisé en 2006.

En 2022, la commune comptait 521 habitants, en évolution de +5,68 % par rapport à 2016 (Moselle : +0,52 %, France hors Mayotte : +2,11 %).
| 1800 | 1806 | 1821 | 1836 | 1841 | 1861 | 1866 | 1871 | 1875 |
| ---- | ---- | ---- | ---- | ---- | ---- | ---- | ---- | ---- |
| 238  | 478  | 857  | 903  | 853  | 612  | 590  | 573  | 570  |

| 1880 | 1885 | 1890 | 1895 | 1900 | 1905 | 1910 | 1921 | 1926 |
| ---- | ---- | ---- | ---- | ---- | ---- | ---- | ---- | ---- |
| 532  | 499  | 490  | 459  | 452  | 438  | 469  | 445  | 449  |

| 1931 | 1936 | 1946 | 1954 | 1962 | 1968 | 1975 | 1982 | 1990 |
| ---- | ---- | ---- | ---- | ---- | ---- | ---- | ---- | ---- |
| 450  | 430  | 390  | 372  | 378  | 381  | 402  | 437  | 405  |

| 1999 | 2006 | 2011 | 2016 | 2021 | 2022 | - | - | - |
| ---- | ---- | ---- | ---- | ---- | ---- | - | - | - |
| 411  | 393  | 484  | 493  | 515  | 521  | - | - | - |

## Culture locale et patrimoine

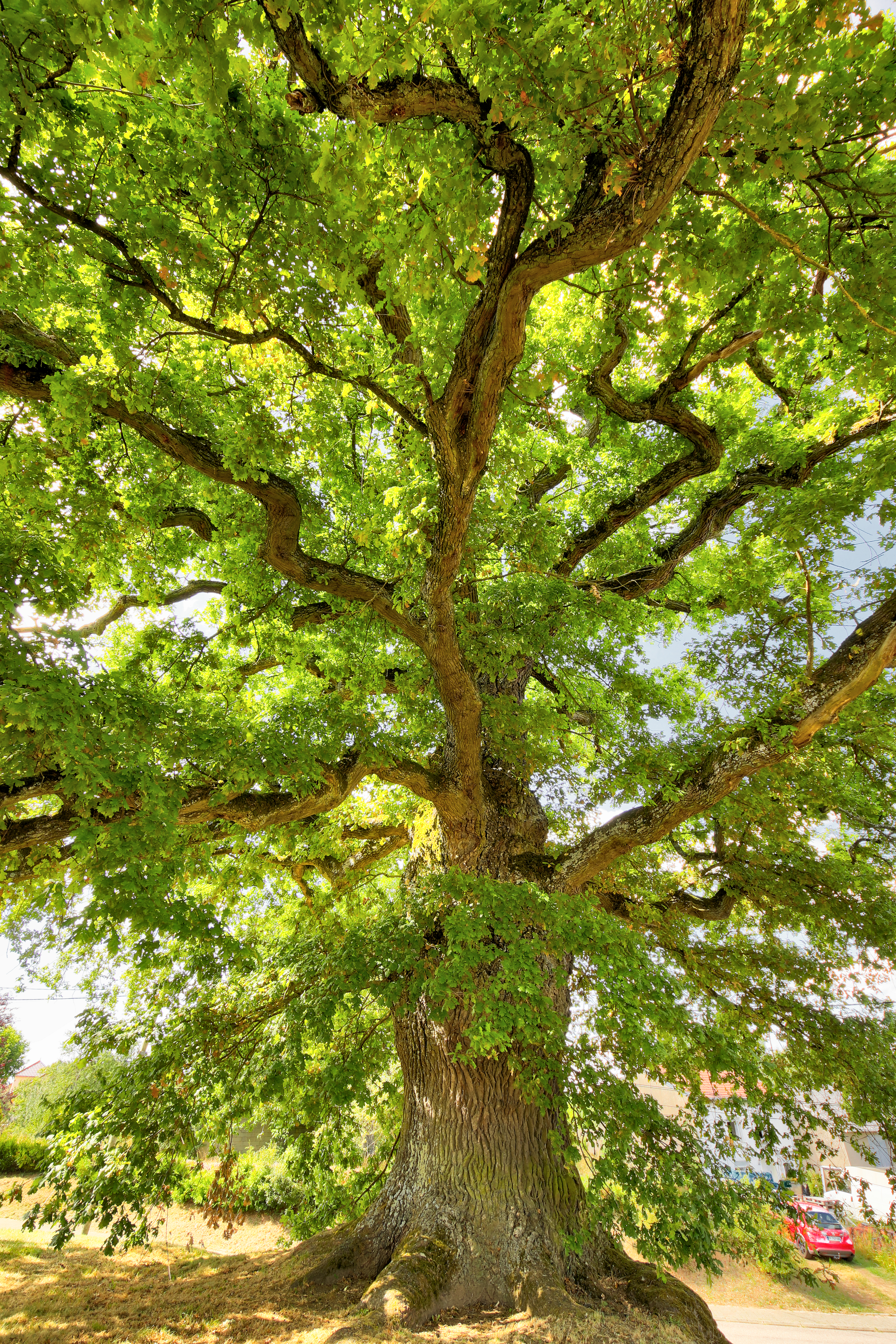
Chêne tricentenaire de Waldweistroff

### Lieux et monuments

#### Édifices civils
- Passage d'une voie romaine.
- Vestiges : établissement romain, canalisation.
- Le « Grand Chêne » portant une image de la Vierge.

#### Édifice religieux
- Église paroissiale Saint-Hubert construite en 1842.

### Héraldique
| Blason de Waldweistroff | Blason  | Écartelé: aux 1er et 4e de gueules au lion d'or, au 2e d'or au coq de sable, crêté et barbé de gueules, au 3e d'or à la bande d'azur chargée d'un chien d'argent. |
| Blason de Waldweistroff | Détails | Le statut officiel du blason reste à déterminer. |

## Pour approfondir